# خوان (لاعب كرة قدم إسباني)
خوان (بالإسبانية: Juan José Expósito)‏ هو لاعب كرة قدم إسباني في مركز الهجوم، ولد في 28 أكتوبر 1985 في سانتاندير في إسبانيا. لعب مع إشبيلية أتلتيكو وبونفيرادينا وديبورتيفو ألافيس وراسينغ سانتاندير ونادي إشبيلية ونادي تينيريفي ونادي سالامانكا ونادي قرطبة ونادي ياغوستيرا ونومانسيا.

## وصلات خارجية
- خوان على موقع قاعدة بيانات كرة القدم.إي يو (الإنجليزية)
- خوان على موقع Soccerbase.com (لاعب) (الإنجليزية)
- خوان على موقع Soccerway.com (الإنجليزية)
- خوان على موقع AS.com (الإسبانية)